# Sonate K. 130
La sonate K. 130 (F.89/L.190) en la bémol majeur est une œuvre pour clavier du compositeur italien Domenico Scarlatti.

## Présentation
La sonate en la bémol majeur K. 130 est notée Allegro à 
. La tonalité d'ouverture est rapidement quittée pour son relatif mineur et jouer avec un matériel musical constitué de tierces, sixtes et octaves parallèles.

## Manuscrits
Le manuscrit principal est le numéro 33 du volume XV de Venise (1749), copié pour Maria Barbara ; les autres sont Parme II 22, Münster III 16 et Vienne E 15.

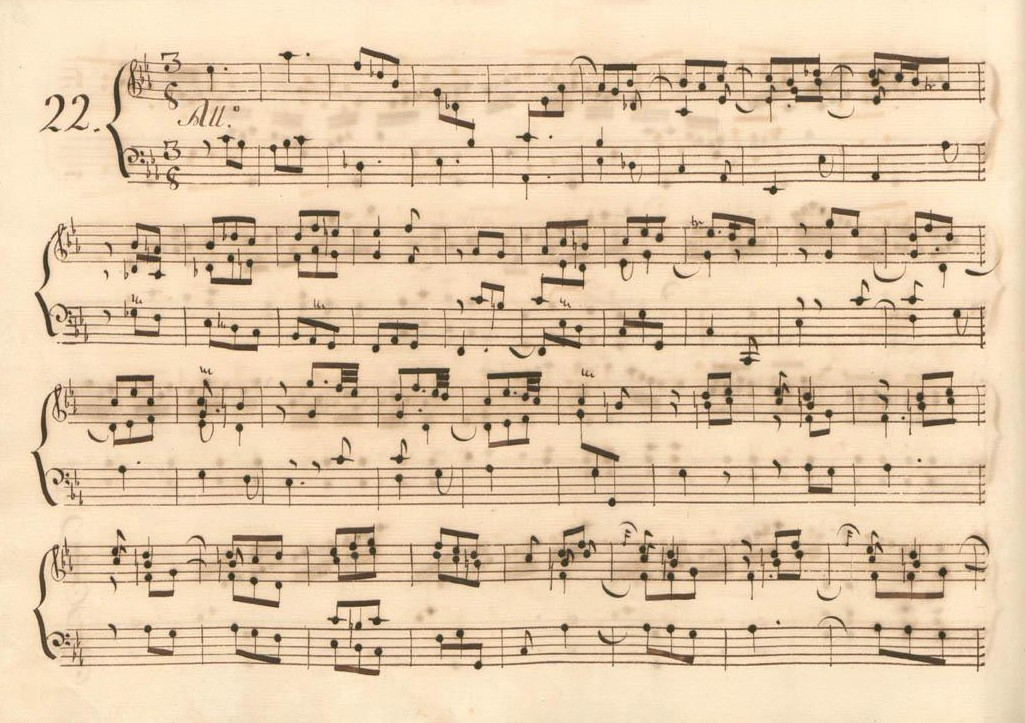
Parme II 22.
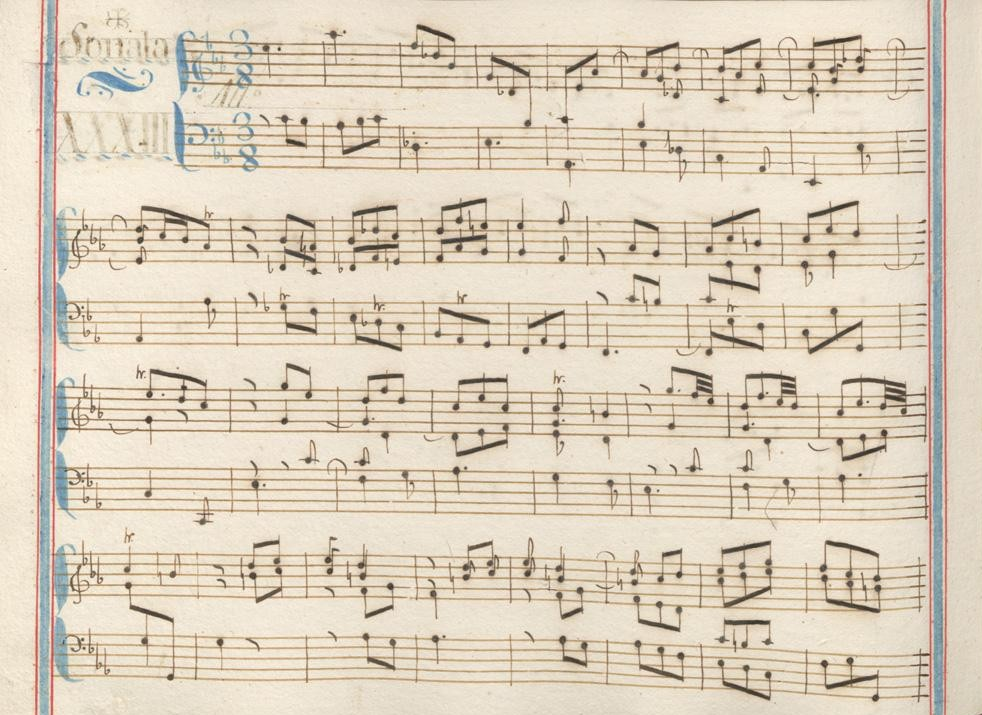
Venise XV 33.

## Interprètes
La sonate K. 130 est défendue au piano notamment par Carlo Grante (2009, Music & Arts, vol. 1) et Sergio Gallo (fi) (2022, Naxos vol. 27) ; au clavecin — outre Scott Ross (Erato, 1985) — l'enregistrent Richard Lester (2005, Nimbus, vol. 6).

## Sources
: document utilisé comme source pour la rédaction de cet article.
- Ralph Kirkpatrick (trad. de l'anglais par Dennis Collins), Domenico Scarlatti, Paris, Lattès, coll. « Musique et Musiciens », 1982 (1re éd. 1953 (en)), 493 p. (OCLC 954954205, BNF 34689181).
- Alain de Chambure, « Domenico Scarlatti : Intégrale des sonates — Scott Ross », p. 219, Erato (2564-62092-2), 1985 (OCLC 891183737) ..